# 原秀三郎
原 秀三郎（はら ひでさぶろう、1934年10月26日- ）は、日本の歴史学者。静岡大学名誉教授。日本古代史専攻。

## 経歴
1934年、静岡県下田市に生まれた。 1953年3月、静岡県立下田北高等学校を卒業。静岡大学文理学部史学専攻で学び、内藤晃に考古学や日本史を学んだ。1958年3月、同大学を卒業。京都大学大学院文学研究科に進み、岸俊男に師事。1965年3月に博士課程国史学専攻を満期退学した。
その後は奈良国立文化財研究所に研究員として勤務。1989年、学位論文『日本古代国家史研究』を京都大学に提出して文学博士号を取得。静岡大学人文学部助教授となり、後に教授昇格。1998年に静岡大学を退官し、名誉教授となった。その後は千葉大学文学部教授として教鞭をとった。2000年に千葉大学を定年退官。
政歴
2000年6月　下田市長選挙に公明党・共産党推薦無所属で立候補し落選。得票7745。2人中2位｡（当選者石井直樹（2000年～2012年、3期）。得票10567）

## 受賞・栄典
- 2014年4月：瑞宝中綬章受章（教育研究功労）[3][4][5]。

## 研究内容・業績
専門は日本古代史。大化改新否定論で名を馳せる。友人芝原拓自に導かれてマルクス理論の研究、アジア的生産様式論争に関する学説をたてた。
一方で、近年は180度方向転換し、田中卓の学説を支持して「敬神愛国」をスローガンに掲げ古典解読に取り組んでいる。これは、田中の『伊勢神宮の創祀と発展』に接し、これに反論することができず実力を認めた、しかし当時は皇學館大学の学者の説を認めることは簡単にできず、稲荷山古墳出土鉄剣銘の出現などによって、いいものはいいとはっきり言えるようになった、という。

## 著作
著書
- 『日本古代国家史研究　大化改新論批判』東京大学出版会 1980
- 『地域と王権の古代史学』塙書房 2002
- 『日本古代国家の起源と邪馬台国　田中史学と新古典主義』國民會館叢書 2004

共著
- 『大系日本国家史 1 古代』共著 東京大学出版会 1975
- 『古代の日本 第7巻 新版 中部』小林達雄共編 角川書店 1993
- 『形の文化誌 4 シンボルの物語』今橋理子・小野健一・若杉準治・荒川紘共著、形の文化会『形の文化誌』編集委員会編 工作舎 1996
- 『石母田正と戦後マルクス主義史学 アジア的生産様式論争を中心に』原秀三郎述、磯前順一・磯前礼子編、三元社 2019